# Eupithecia tendiculata
Eupithecia tendiculata là một loài bướm đêm trong họ Geometridae.